# Robert Małek
Robert Małek, né le 15 mars 1971 à Zabrze, est un arbitre de football polonais. Il est licencié à la FIFA depuis 2001.

## Biographie
Arbitre de première division polonaise depuis 1998, il est à ses débuts le plus jeune de la division. Dirigeant une dizaine de rencontres par saison, Robert Małek figure en 2006 sur la « liste des coiffeurs », liée à Ryszard Forbrich, qui est soupçonné d'avoir acheté des centaines de matches de première, deuxième et troisième division. Risquant l'interdiction d'exercer ses fonctions, il est finalement mis hors de cause, et reprend la compétition quelques semaines plus tard.
Arbitrant à l'échelle européenne pour la première fois lors d'un match de deuxième tour qualificatif de Ligue des champions opposant le Sheriff Tiraspol au Spartak Moscou le 26 juillet 2006, il est promu sur la liste principale des arbitres de l'UEFA le 16 janvier 2007, et peut donc à partir de cette date officier lors de rencontres internationales. Par la suite, il est présent lors de quelques matches mineurs, comptant par exemple pour les éliminatoires de l'Euro 2008 ou de la Coupe du monde 2010. Pendant le match France - Îles Féroé du 10 octobre 2009, il se claque à un mollet, et doit se faire remplacer pour les dernières minutes de jeu par son compatriote Paweł Gil.